# Spirostreptus wahlbergi
Spirostreptus wahlbergi är en mångfotingart som beskrevs av Porath 1872. Spirostreptus wahlbergi ingår i släktet Spirostreptus och familjen Spirostreptidae. Inga underarter finns listade i Catalogue of Life.